# ライアン・バクター
- ライアン・バックター
- ライアン・ブッチャー
- ライアン・ブシュター
- ライアン・ブクター

ライアン・ジェームズ・バクター（Ryan James Buchter, 1987年2月13日 - ）は、アメリカ合衆国ペンシルベニア州レディング出身の元プロ野球選手（投手）。左投左打。愛称はブック（Book）。
発音としてはブックター(BOOK-ter)に近い。
右記のブッチャー(Buchter ⇒ Butcher)、ブシュター(Buchter ⇒ Bushter)は表記揺れと言うより、単なる綴りの誤読の可能性が高い。

## 経歴

### プロ入りとナショナルズ傘下時代
2005年のMLBドラフト33巡目（全体984位）でワシントン・ナショナルズから指名され、プロ入り。
2006年に傘下のルーキー級ガルフ・コーストリーグ・ナショナルズでプロデビュー。11試合（先発1試合）に登板して1勝1敗、防御率7.24、12奪三振を記録した。
2007年はA-級バーモント・レイクモンスターズでプレーし、20試合に登板して1勝2敗2セーブ、防御率6.82、34奪三振を記録した。
2008年はルーキー級ガルフ・コーストリーグ・ナショナルズとA級ヘイガーズタウン・サンズでプレーし、2球団合計で17試合に登板して4勝2敗、防御率2.59、25奪三振を記録した。

### カブス傘下時代
2008年11月3日にマット・エイブリーのとのトレードで、シカゴ・カブスへ移籍した。
2009年は傘下のA級ピオリア・チーフスでプレーし、38試合に登板して3勝0敗5セーブ、防御率1.33、79奪三振を記録した。
2010年はAA級テネシー・スモーキーズでプレーし、47試合（先発1試合）に登板して7勝2敗、防御率4.65、71奪三振を記録した。
2011年はA+級デイトナ・カブスとAA級テネシーでプレー。

### ブレーブス時代
2011年5月26日にロドリゴ・ロペスとのトレードで、アトランタ・ブレーブスへ移籍した。移籍後は傘下のA+級リンチバーグ・ヒルキャッツへ配属され、移籍前を含めて3球団合計で50試合に登板して6勝5敗16セーブ、防御率3.52、79奪三振を記録した。
2012年はAA級ミシシッピ・ブレーブスとAAA級グウィネット・ブレーブスでプレーし、2球団合計で44試合に登板して3勝3敗4セーブ、防御率2.74、55奪三振を記録した。オフにはアリゾナ・フォールリーグに参加し、フェニックス・デザートドッグスに所属した。
2013年はAAA級グウィネットでプレーし、50試合に登板して4勝0敗5セーブ、防御率2.76、103奪三振を記録した。オフの11月1日にメジャー契約を結び、40人枠入りした。
2014年はメジャーの開幕ロースター入りしていたが、登板機会が無いままAAA級グウィネットへ降格した。6月20日に再昇格し、同日のナショナルズ戦でメジャーデビュー。1回を無失点に抑えて初登板初勝利を手にしたが、その1登板のみで再び降格した。AAA級グウィネットでは49試合に登板して3勝3敗1セーブ、防御率3.29、63奪三振を記録した。9月26日にマイナー契約となり、オフの11月3日にFAとなった。

### ドジャース傘下時代
2015年1月9日にロサンゼルス・ドジャースとマイナー契約を結んだ。開幕から傘下のAAA級オクラホマシティ・ドジャースでプレーしていたが、7月22日に自由契約となった。

### カブス傘下復帰
2015年7月27日にカブスとマイナー契約を結び、傘下のAAA級アイオワ・カブスへ配属された。移籍前を含めて2球団合計で43試合に登板して2勝0敗3セーブ、防御率1.78、62奪三振を記録した。オフの11月6日にFAとなった。また、オフの間にはオリックス・バファローズが獲得を目指しているという報道があったが、移籍は実現しなかった。

### パドレス時代
2015年12月8日にサンディエゴ・パドレスとマイナー契約を結び、2016年1月8日にメジャー契約を結んで40人枠入りした。この年は開幕から左の中継ぎとしてメジャーに定着し、最終的に67試合に登板して3勝0敗1セーブ、防御率2.86、78奪三振を記録した。

### ロイヤルズ時代
2017年7月24日にトラビス・ウッド、マット・ストラム、エステウリー・ルイーズおよび金銭とのトレードで、トレバー・ケーヒル、ブランドン・マウラーと共にカンザスシティ・ロイヤルズへ移籍した。この年は2球団合計で71試合に登板して4勝3敗1セーブ、防御率2.89、65奪三振を記録した。

### アスレチックス時代
2018年1月29日にジェシー・ハン、ヒース・フィルマイヤーとのトレードで、ブランドン・モスと共にオークランド・アスレチックスへ移籍した。
2019年オフの12月2日にノンテンダーFAとなった。

### エンゼルス時代
2020年2月17日にロサンゼルス・エンゼルスとマイナー契約を結んでスプリングトレーニングに招待選手として参加することになったと報じられ、23日に正式公示された。3月22日にメジャー契約を結んで40人枠入りした。9月2日にDFAとなり、5日にマイナー契約となった後、6日にFAとなった。

### ヤンキース傘下時代
2020年9月10日にニューヨーク・ヤンキースとマイナー契約を結んだ。オフの11月2日にFAとなった。

### ダイヤモンドバックス時代
2021年1月18日にアリゾナ・ダイヤモンドバックスとマイナー契約を結び、スプリングトレーニングに招待選手として参加することになった。シーズン開幕後、5月27日にメジャー契約を結んでアクティブ・ロースター入りした。7月5日にジョーダン・ウィームスの加入に伴ってDFAとなり、7日にマイナー契約で傘下のAAA級リノ・エーシズへ配属された。

### マリナーズ傘下時代
2022年3月20日にシアトル・マリナーズとマイナー契約を結んだが、3月31日に自由契約となった。

### 現役引退後
2023年より、フィラデルフィア・フィリーズ傘下AAA級リーハイバレー・アイアンピッグスの投手コーチ補佐に就任した。

## 詳細情報

### 年度別投手成績
| 年 度    | 球 団    | 登 板 | 先 発 | 完 投 | 完 封 | 無 四 球 | 勝 利 | 敗 戦 | セ 丨 ブ | ホ 丨 ル ド | 勝 率 | 打 者 | 投 球 回 | 被 安 打 | 被 本 塁 打 | 与 四 球 | 敬 遠 | 与 死 球 | 奪 三 振 | 暴 投 | ボ 丨 ク | 失 点 | 自 責 点 | 防 御 率 | W H I P |
| -------- | -------- | ----- | ----- | ----- | ----- | -------- | ----- | ----- | -------- | ----------- | ----- | ----- | -------- | -------- | ----------- | -------- | ----- | -------- | -------- | ----- | -------- | ----- | -------- | -------- | ------- |
| 2014     | ATL      | 1     | 0     | 0     | 0     | 0        | 1     | 0     | 0        | 0           | 1.000 | 3     | 1.0      | 0        | 0           | 1        | 0     | 0        | 1        | 0     | 0        | 0     | 0        | 0.00     | 1.00    |
| 2016     | SD       | 67    | 0     | 0     | 0     | 0        | 3     | 0     | 1        | 20          | 1.000 | 247   | 63.0     | 34       | 4           | 31       | 3     | 2        | 78       | 3     | 0        | 20    | 20       | 2.86     | 1.03    |
| 2017     | SD       | 42    | 0     | 0     | 0     | 0        | 3     | 3     | 1        | 15          | ----  | 161   | 38.1     | 28       | 7           | 18       | 0     | 1        | 47       | 0     | 1        | 15    | 13       | 3.05     | 1.20    |
| 2017     | KC       | 29    | 0     | 0     | 0     | 0        | 1     | 0     | 0        | 5           | ----  | 107   | 27.0     | 16       | 3           | 8        | 1     | 3        | 18       | 0     | 0        | 10    | 8        | 2.45     | 0.89    |
| '17計    | KC       | 71    | 0     | 0     | 0     | 0        | 4     | 3     | 1        | 20          | ----  | 268   | 65.1     | 44       | 10          | 26       | 1     | 4        | 65       | 0     | 1        | 24    | 21       | 2.89     | 1.07    |
| 2018     | OAK      | 54    | 0     | 0     | 0     | 0        | 6     | 0     | 0        | 16          | 1.000 | 163   | 39.1     | 32       | 4           | 15       | 1     | 0        | 41       | 1     | 0        | 17    | 12       | 2.75     | 1.19    |
| 2019     | OAK      | 64    | 0     | 0     | 0     | 0        | 1     | 1     | 0        | 12          | .500  | 198   | 45.1     | 42       | 8           | 23       | 2     | 2        | 50       | 1     | 0        | 16    | 15       | 2.98     | 1.43    |
| 2020     | LAA      | 10    | 0     | 0     | 0     | 0        | 2     | 0     | 0        | 0           | 1.000 | 29    | 6.0      | 5        | 2           | 6        | 0     | 0        | 8        | 1     | 0        | 4     | 3        | 4.50     | 1.83    |
| 2021     | ARI      | 18    | 0     | 0     | 0     | 0        | 0     | 2     | 0        | 0           | .000  | 78    | 16.1     | 16       | 5           | 13       | 1     | 2        | 16       | 0     | 1        | 13    | 12       | 6.61     | 1.78    |
| MLB：7年 | MLB：7年 | 285   | 0     | 0     | 0     | 0        | 17    | 6     | 2        | 68          | .739  | 986   | 236.1    | 173      | 33          | 115      | 8     | 10       | 259      | 6     | 2        | 95    | 83       | 3.16     | 1.22    |

### 年度別守備成績
| 年 度 | 球 団 | 投手（P） | 投手（P） | 投手（P） | 投手（P） | 投手（P） | 投手（P） |
| 年 度 | 球 団 | 試 合     | 刺 殺     | 補 殺     | 失 策     | 併 殺     | 守 備 率  |
| ----- | ----- | --------- | --------- | --------- | --------- | --------- | --------- |
| 2014  | ATL   | 1         | 0         | 0         | 0         | 0         | ----      |
| 2016  | SD    | 67        | 0         | 5         | 0         | 0         | 1.000     |
| 2017  | SD    | 42        | 2         | 2         | 0         | 0         | 1.000     |
| 2017  | KC    | 29        | 0         | 2         | 0         | 0         | 1.000     |
| '17計 | KC    | 71        | 2         | 4         | 0         | 0         | 1.000     |
| 2018  | OAK   | 54        | 1         | 6         | 0         | 0         | 1.000     |
| 2019  | OAK   | 64        | 3         | 6         | 1         | 0         | .900      |
| 2020  | LAA   | 10        | 0         | 0         | 0         | 0         | .---      |
| MLB   | MLB   | 267       | 6         | 21        | 1         | 0         | .964      |

- 2020年度シーズン終了時

### 背番号
- 60（2014年）
- 40（2016年 - 2017年7月23日）
- 49（2017年7月25日 - 同年終了）
- 53（2018年 - 2019年）
- 46（2020年）
- 52（2021年）